# شانون أوكونيل
شانون أوكونيل (مواليد 20 يناير 1983) هي ملاكمة محترفة أسترالية. حصلت على لقب بطولة العالم في وزن الريشة في 2013، تعرف شانون بملكة الملاكمة الأسترالية.

## روابط خارجية
- شانون أوكونيل على موقع بوكس ريك (الإنجليزية) (registration required)